# Tigre Ramudu
Tiger Ramudu es una película dramática de acción en idioma telugu de la India, lanzada en 1962. Fue producida por Patnam Chinna Rao y Vaddi Sriramulu, y dirigida por CS Rao. La película cuenta con las actuaciones principales de NT Rama Rao y Rajasulochana, y la música fue compuesta por Ghantasala.

## Trama
Ramu es un joven consentido criado por su madre Rajyam, quien lo anima a robar cosas insignificantes durante su infancia, lo que finalmente lo convierte en un hábil ladrón conocido como Tiger Ramudu. La policía está constantemente detrás de él, y el gobierno nombra al oficial especial del CID Prabhakar para capturarlo. Prabhakar lo rastrea y asalta su escondite, resultando en la muerte de todos en su banda, excepto Ramu. El departamento anuncia que Tiger Ramudu ha sido eliminado. Decidiendo cambiar su vida, Ramu cambia su nombre a Mohan y forma una alianza con otro ladrón llamado Brahmam. Juntos abren una joyería usando los objetos robados.
En un momento, Ramu salva a una joven llamada Radha, quien resulta ser la hermana de Prabhakar. Ellos se enamoran y se casan, con Prabhakar también aceptando la relación sin conocer la verdadera identidad de Ramu. Sin embargo, después de que Radha queda embarazada, Ramu decide abandonar su vida criminal. Pero Brahmam le asigna una última tarea que lo lleva a ser identificado nuevamente como Tiger Ramudu por Prabhakar. Ramu huye, dejando a Radha devastada.
Después de un tiempo, Ramu regresa y busca a Radha, pero ella se niega a aceptarlo. Desesperado, Ramu se convierte en un vagabundo. Cinco años después, vuelve nuevamente, pero Radha le prohíbe la entrada. A pesar de ello, Ramu decide entregarse a la policía como una forma de expiar sus pecados. Sin embargo, Radha oculta su presencia en su casa en secreto. Cuando su hijo se enferma, Ramu va en busca de ayuda a Brahmam, pero este se niega a ayudar. Ramu toma la medicina a la fuerza, y Radha lo delata.
Brahmam informa a la policía sobre el paradero de Ramu, y cuando llegan, Radha lo ayuda a escapar. Finalmente, Ramu decide entregarse voluntariamente para enfrentar las consecuencias de sus acciones.

## Elenco
- NT Rama Rao como Ramu
- Rajasulochana como Radha
- SV Ranga Rao como Prabhakar
- Relangi como Rama Brahman
- RSE como Chandraiah
- Girija como Julie
- Hemalatha como Rajyam
- Sandhya como Lalitha
- Maestro Nagaraju como joven Ramu

## Banda sonora
La música de la película fue compuesta por Ghantasala, y las letras de las canciones fueron escritas por Samudrala Jr.
| S. No. | Título de la canción        | Cantantes                    | Duración |
| ------ | --------------------------- | ---------------------------- | -------- |
| 1      | "Sreemannabheeshta"         | Ghantasala                   | 0:44     |
| 2      | "parithranaya"              | Ghantasala                   | 0:25     |
| 3      | "Mohini Bhasmasura"         | Madhavapeddi Satyam, Vaidehi | 5:07     |
| 4      | "Danpathulu"                | Raghavulu                    | 0:33     |
| 5      | "chanduruni"                | Ghantasala                   | 0:33     |
| 6      | "Oh Vayyari"                | Ghantasala, Jikki            | 3:23     |
| 7      | "Nava Bhavanalu"            | S. Janaki                    | 3:35     |
| 8      | "Varudhuni Pravarakyudu"    | Ghantasala, San Janaki       | 3:33     |
| 9      | "Ulakaka Palakaka"          | Ghantasala, San Janaki       | 2:49     |
| 10     | "Hayi Hayi Hayi"            | Ghantasala, K. Jamuna Rani   | 3:58     |
| 11     | "Enni Dinaalaku Vintiniraa" | P. Leela                     | 3:03     |
| 12     | "Chandama Lokamlo"          | Ghantasala, K. Jamuna Rani   | 3:32     |
| 13     | "Aasa Duraasa"              | Ghantasala                   | 6:22     |
| 14     | "Talli Biddala Veru Chese"  | Ghantasala                   | 3:37     |
| 15     | "Aasa Duraasa"-2            | Ghantasala                   | 1:31     |